# 1 E10 m²
Som en hjælp til sammenligning af størrelsesforhold mellem forskellige overfladearealer, er her en liste over områder mellem 10.000 km² og 100.000 km². 
- Områder mindre end 10.000 km²
- 10.000 km² svarer til:
  - 1.000.000 hektar
  - En cirkel med en radius på 56 km
- 10.106 km² — Aurangabad – distrikt i den indiske delstatMaharashtra)
- 10.452 km² — Libanon (land placeret som nummer 160 efter areal)
- 10.867 km² — Gyeonggi – provins i Sydkorea
- 10.908 km² — Kosovo
- 10.991 km² — Jamaica
- 11.000 km² — Tianjin – en af fire kommuner med provinsstatus i Folkerepublikken Kina
- 11.765 km² — Jalgaon – distrikt i den indiske delstat Maharashtra)
- 11.858 km² — Sydjeolla – provinsen i Sydkorea
- 11.859 km² — Sydgyeongsang – provins i Sydkorea
- 12.150 km² — Område hærget af den største skovbrand i USA's historie
- 13.518 km² — Death Valley – nationalpark i USA
- 13.561 km² — Nagano-præfukturet i Japan
- 13.582 km² — Yavatmal-distriktet i den indiske delstat Maharashtra
- 14.130 km² — Nordirland
- 14.371 km² — Connecticut – delstat i USA
- 14.886 km² — Solapur – distrikt i den indiske delstat Maharashtra
- 15.007 km² — Østtimor
- 15.761 km² — Slesvig-Holsten – delstat i Tyskland
- 16.251 km² — Thüringen – delstat i Tyskland
- 16.808 km² — Beijing Kommune – en af fire kommuner med provinsstatus i Folkerepublikken Kina
- 16.894 km² — Gangwon – provins i Sydkorea
- 17.000 km² — Hawaii – delstat i USA
- 18.000 km² — Aares afvandingsområde – flod i Schweiz
- 18.000 km² — Ladoga – sø i Rusland
- 18.130 km² — Qattara-sækningen i den Libyske Ørken i Egypten
- 18.360 km² — Maripasoula – den største kommune i Frankrig
- 18.413 km² — Sachsen – delstat i Tyskland
- 19.009 km² — Lake Ontario – sø i Nordamerika
- 19.440 km² — Nordgyeongsang – provins i Sydkorea
- 20.000 km² — Wales
- 20.253 km² — Slovenien
- 20.445 km² — Sachsen-Anhalt – delstat i Tyskland
- 20.770 km² — Israel (eksklusive Vestbredden og Gazastriben)
- 21.040 km² — El Salvador
- 22.327 km² — Manipur – delstat i Indien
- 22.608 km² — New Jersey – delstat i USA
- 22.789 km² — San Francisco Bay Area – område bestående af ni amter ved San Francisco Bay i USA
- 23.170 km² — Mecklenburg-Vorpommern
- 24.000 km² — Palæstinas areal på Kong Salomons tid
- 24.856 km² — Tidligere Jugoslaviske Republik Makedonien (område)
- 25.000 km² — Vermont – delstat i USA
- 25.333 km² — Tidligere Jugoslaviske Republik Makedonien
- 25.665 km² — Lake Erie – sø i Nordamerika
- 25.709 km² — Sicilien – ø og region i Italien
- 26.338 km² — Rwanda
- 27.830 km² — Burundi
- 28.748 km² — Albanien
- 29.475 km² — Brandenburg – delstat i Tyskland
- 29.800 km² — Armenien
- 30.230 km² — Belgien (område)
- 30.688 km² — Belgien
- 31.560 km² — Finlands territorialfarvand
- 32.114 km² — Catalonien – autonomt område i Spanien
- 32.134 km² — Vancouver Island – ø i Canada
- 32.900 km² — Tanganyikasøen – sø i Afrika
- 33.200 km² — Kroatiens territorialfarvand
- 33.371 km² — Moldova (område)
- 33.843 km² — Moldova
- 33.889 km² — Holland (område)
- 33.920 km² — Hainan – provins i Folkerepublikken Kina
- 34.000 km² — Kongeriget Isral fra 928 til 722 f.Kr.
- 35.742 km² — Baden-Württemberg – delstat i Tyskland
- 35.980 km² — Republikken Kina på Taiwan
- 38.000 km² — Azovhavet – den nordlige del af Sortehavet
- 38.863 km² — Kerala – delstat i Indien
- 39.000 km² — Tli Cho – landområde tildelt den oprindelige befolkning i den canadiske delstat Northwest Territories
- 39.770 km² — Schweiz (område)
- 41.290 km² — Schweiz
- 41.532 km² — Holland
- 42.394 km² — Danmark (område)
- 43.100 km² — Danmark
- 44.212 km² — Haryana – delstat i Indien
- 45.226 km² — Estland
- 45.253 km² — Weser-flodens afvandingsområde, Tyskland
- 49.035 km² — Slovakiet
- 51.100 km² — Costa Rica
- 51.129 km² — Bosnien-Hercegovina
- 53.338 km² — Nova Scotia (område)
- 53.400 km² — Wrangell-St. Elias – nationalpark i USA
- 55.284 km² — Nova Scotia – provins i Canada
- 56.542 km² — Kroatien
- 56.785 km² — Togo
- 57.750 km² — Lake Michigan – sø i USA
- 59.600 km² — Lake Huron – sø i Nordamerika
- 64.589 km² — Letland
- 65.200 km² — Litauen
- 65.610 km² — Sri Lanka (øen)
- 66.000 km² — Ningxia – autonom region i Folkerepublikken Kina
- 68.401 km² — Tasmanien (område) – ø i Australien
- 68.870 km² — Victoriasøen – sø i Afrika
- 69.700 km² — Georgien
- 70.273 km² — Republikken Irland
- 71.450 km² — New Brunswick (område)
- 70.552 km² — Bayern – delstat i Tyskland
- 72.815 km² — Veracruz (fastland) – delstat i Mexico
- 72.873 km² — Veracruz (totalt) – delstat i Mexico
- 72.908 km² — New Brunswick – provins i Canada
- 76.480 km² — Hispaniola – ø i Vestindien
- 77.910 km² — Skotland
- 82.000 km² — Lake Superior – den største sø i Nordamerika
- 82.300 km² — Chongqing Kommune – en af fire kommuner med provinsstatus i Folkerepublikken Kina
- 82.738 km² — Østrig (område)
- 83.858 km² — Østrig
- 84.421 km² — Øen Irland
- 86.600 km² — Aserbajdsjan
- 88.752 km² — Vestbengalen – delstat i Indien
- 90.000 km² — Hvidehavet – farvand i Rusland
- 90.000 km² — Områder på Mojos- og Beni-sletterne der oversvømmes af Madeira-floden i Sydamerika
- 91.951 km² — Portugal (område)
- 92.340 km² — Ungarn (område)
- 92.391 km² — Portugal
- 93.000 km² — Indiana – delstat i USA
- 93.030 km² — Ungarn

## Ekstern henvisning
- Konverteringsmaskine mellem areal-enheder Arkiveret 10. november 2004 hos  Wayback Machine